# Le Concerto du chat
Pour plus de détails, voir Fiche technique et Distribution.
Le Concerto du chat (The Cat Concerto) est le 29e cartoon de la série hollywoodienne Tom et Jerry, produit et sorti en 1946 et réédité en 1955 par la Metro-Goldwyn-Mayer. Réalisé par le tandem William Hanna et Joseph Barbera et produit par Fred Quimby, il est le 4e cartoon de la série à remporter, en 1947, l'Oscar du meilleur court métrage d'animation.
Son intrigue a été fortement empruntée pour le cartoon de Woody Woodpecker Convict Concerto.

## Synopsis
Dans un grand auditorium, le chat anthropomorphe Tom entame un récital de piano interprétant la Rhapsodie hongroise nº 2 de Franz Liszt. La souris anthropomorphe Jerry, réveillé brutalement par les marteaux alors qu'il dormait à l'intérieur de l'instrument à clavier, décide de se venger en perturbant la prestation du chat. Ce dernier continue néanmoins à jouer sans interruption.
Vers la fin du concert, Tom est obligé de suivre le rythme très rapide imposé par Jerry, et juste après les dernières notes, il s'écroule exténué sur le clavier. Jerry revêt en hâte un haut de costume, le projecteur se braque sur lui, et salue le public qui l'acclame : il a volé la vedette à Tom.

## Controverse
En 1946, les studios Warner Bros. Cartoons ont publié un cartoon très similaire intitulé Rhapsodie à quatre mains (Rhapsody Rabbit), mettant en scène le lapin Bugs Bunny face à une souris sans nom. Réalisé par Friz Freleng, ce court métrage présente des gags identiques utilisant la même Rhapsodie hongroise du compositeur Franz Liszt. Les deux studios de production s'accusent mutuellement de plagiat, après que les deux films ont été présentés lors de la cérémonie des Oscars de 1947. Plusieurs théories mettent en avant un plagiat mais les deux studios ne figurent pas sur le banc des accusés. Ainsi, Technicolor Motion Picture Corporation a été accusée d'envoyer une impression d'un dessin animé pour le studio concurrent, et une autre piste théorise que Shura Cherkassky a passé l'idée de ce cartoon à la MGM. 
Lors de la cérémonie, Joseph Barbera a ironisé sur cette polémique sous la forme d'une question : « What’s a rabbit doing with a mouse? » (« Que fait un lapin avec une souris ? »).

## Distinctions
- Oscar du meilleur court métrage d'animation en 1946, le quatrième consécutif pour le duo  Hanna et Barbera.
- 42e rang dans le classement des 50 plus grands courts métrages d'animation selon un livre de Jerry Beck (en).

## Commentaires
Dans le coffret 2 DVD Tom et Jerry : Édition spéciale anniversaire, le court métrage est renommé Tom et Jerry au piano.